# Hermarchus differens
Hermarchus differens är en insektsart som beskrevs av Ludwig Redtenbacher 1908. Hermarchus differens ingår i släktet Hermarchus och familjen Phasmatidae. Inga underarter finns listade i Catalogue of Life.